# Пилипонська сільська рада
Пилипонська сільська рада — колишня адміністративно-територіальна одиниця та орган місцевого самоврядування у Брусилівському районі Білоцерківської і Київської округ, Київської та Житомирської областей Української РСР з адміністративним центром у селі Пилипонка.

## Населені пункти
Сільській раді на час ліквідації були підпорядковані населені пункти:
- с. Пилипонка.

## Населення
Відповідно до перепису населення СРСР, станом на 17 грудня 1926 року, чисельність населення ради становила 566 осіб, з них, за статтю: чоловіків — 288, жінок — 278; етнічний склад: українців — 561, інші — 5. Кількість господарств — 123, з них неселянського типу — 3.

## Історія та адміністративний устрій
Створена 1923 року в с. Пилипонка Водотиївської волості Радомисльського повіту Київської губернії. 7 березня 1923 року включена до складу новоутвореного Брусилівського району Білоцерківської округи.
Станом на 1 вересня 1946 року сільська рада входила до складу Брусилівського району Житомирської області, на обліку в раді перебувало с. Пилипонка.
Ліквідована 11 серпня 1954 року, відповідно до указу Президії Верховної ради Української РСР «Про укрупнення сільських рад по Житомирській області», територію ради та с. Пилипонка включено до складу Приворітської сільської ради Брусилівського району Житомирської області.